# متسا
متسا (انگلیسی: Metsä Tissue) شرکت کاغذ فنلاندی است، که در سال ۱۸۶۸ تأسیس شد.